# Leptanthura maheensis
Leptanthura maheensis är en kräftdjursart som beskrevs av Brian Frederick Kensley och Marilyn Schotte 2000. Leptanthura maheensis ingår i släktet Leptanthura och familjen Leptanthuridae.
Artens utbredningsområde är Seychellerna. Inga underarter finns listade i Catalogue of Life.